# Liste der Naturdenkmale in Raunheim
Die Liste der Naturdenkmale in Raunheim nennt die im Gebiet der Stadt Raunheim im Kreis Groß-Gerau in Hessen gelegenen Naturdenkmale.
| Bild            | Bezeichnung                           | Ortsteil, Lage                                     | Beschreibung | Art      | Nr. |
| --------------- | ------------------------------------- | -------------------------------------------------- | ------------ | -------- | --- |
| Fotos hochladen | 1 Linde in der Bahnhofstraße          | Bahnhofstraße 50° 0′ 50,9″ N, 8° 27′ 8,8″ O        |              | Linde    | 001 |
| Fotos hochladen | 2 Kastanien am „Kastanienhof“         | Mainzer Straße 2 50° 0′ 52,7″ N, 8° 27′ 5,9″ O     |              | Kastanie | 026 |
| BW              | 1 Linde am Ziegelhüttenweg            | Ziegelhüttenweg 50° 0′ 51,5″ N, 8° 26′ 44,9″ O     |              | Linde    | 027 |
| Fotos hochladen | 1 Eiche („Nachtigall-Viehmann-Eiche“) | Kelsterbacher Straße 50° 1′ 6,3″ N, 8° 27′ 49,7″ O |              | Eiche    | 054 |

## Ehemalige Naturdenkmale
| Bild            | Bezeichnung                    | Ortsteil, Lage                | Beschreibung                                                                    | Art       | Nr. |
| --------------- | ------------------------------ | ----------------------------- | ------------------------------------------------------------------------------- | --------- | --- |
| Fotos hochladen | Blutbuche am Friedhof Raunheim | 50° 1′ 0,1″ N, 8° 27′ 11,2″ O | Musste 2013 gefällt werden, ist jedoch noch nicht aus dem Verzeichnis gelöscht. | Blutbuche | 055 |

## Belege
1. 1 2  Naturdenkmale im Kreis Groß-Gerau. (pdf; 39 kB) Der Kreis Groß-Gerau, 15. Januar 2014, archiviert vom Original (nicht mehr online verfügbar) am 15. Februar 2016; abgerufen am 24. Januar 2016.
2. ↑  
Naturdenkmale im Kreis Groß-Gerau Karte Nord. (pdf; 451 kB) Der Kreis Groß-Gerau, 15. Januar 2014, abgerufen am 24. Januar 2016.
3. ↑  
Kranke Blutbuche am Friedhof muss im Herbst gefällt werden. www.raunheim.de, abgerufen am 5. Februar 2016.

- Karte mit allen Koordinaten:
- OSM |
- WikiMap